# マイ・ブラザー (2007年の映画)
『マイ・ブラザー』（Mio fratello è figlio unico）は2007年のイタリア・フランス合作のコメディ映画。監督はダニエレ・ルケッティ、出演はエリオ・ジェルマーノとリッカルド・スカマルチョなど。原作はアントニオ・ペンナッキの小説『Il fasciocomunista』。第60回カンヌ国際映画祭の「ある視点」部門に出品された。
日本では2009年5月から開催された「EUフィルムデーズ2009」で上映された。

## キャスト
- アッチョ・ベナシ - エリオ・ジェルマーノ
- マンリコ・ベナシ - リッカルド・スカマルチョ
- アメリア・ベナシ - アンジェラ・フィノチアーノ（イタリア語版）
- エットーレ・ベナシ - マッシモ・ポポリツィオ
- ヴィオレッタ・ベナシ - アルバ・ロルヴァケル
- ベッラ・ナストリ - アンナ・ボナイウート（イタリア語版）
- マリオ・ナストリ - ルカ・ジンガレッティ

## 作品の評価

### 映画批評家によるレビュー
Rotten Tomatoesによれば、63件の評論のうち高評価は84%にあたる53件で、平均点は10点満点中7点、批評家の一致した見解は「ルケッティは、出演者の素晴らしい演技や脚本の軽妙なウィットを犠牲にすることなく、ストーリーの歴史的背景を活かしている。」となっている。
Metacriticによれば、19件の評論のうち、高評価は18件、賛否混在は1件、低評価はなく、平均点は100点満点中71点となっている。

### 受賞歴
| 賞                             | 部門                 | 対象                                                                     | 結果       | 備考                                                            |
| ------------------------------ | -------------------- | ------------------------------------------------------------------------ | ---------- | --------------------------------------------------------------- |
| ダヴィッド・ディ・ドナテッロ賞 | 作品賞               |                                                                          | ノミネート |                                                                 |
| ダヴィッド・ディ・ドナテッロ賞 | 監督賞               | ダニエレ・ルケッティ                                                     | ノミネート |                                                                 |
| ダヴィッド・ディ・ドナテッロ賞 | 脚本賞               | ダニエレ・ルケッティ サンドロ・ペトラリア ステファノ・ルッリ             | 受賞       |                                                                 |
| ダヴィッド・ディ・ドナテッロ賞 | 製作者賞             | Cattleya                                                                 | ノミネート |                                                                 |
| ダヴィッド・ディ・ドナテッロ賞 | 主演男優賞           | エリオ・ジェルマーノ                                                     | 受賞       |                                                                 |
| ダヴィッド・ディ・ドナテッロ賞 | 助演女優賞           | アンジェラ・フィノチアーノ                                               | 受賞       | 『Saturno contro』のアンブラ・アンジョリーニとの同時受賞        |
| ダヴィッド・ディ・ドナテッロ賞 | 助演男優賞           | リッカルド・スカマルチョ                                                 | ノミネート |                                                                 |
| ダヴィッド・ディ・ドナテッロ賞 | 音楽賞               | フランコ・ピエルサンティ                                                 | ノミネート |                                                                 |
| ダヴィッド・ディ・ドナテッロ賞 | 衣裳賞               | マリアリータ・バルベラ                                                   | ノミネート |                                                                 |
| ダヴィッド・ディ・ドナテッロ賞 | 編集賞               | ミルコ・ガッローネ                                                       | 受賞       |                                                                 |
| ダヴィッド・ディ・ドナテッロ賞 | 音響賞               | ブルーノ・プッパロ                                                       | 受賞       |                                                                 |
| ヨーロッパ映画賞               | 男優賞               | エリオ・ジェルマーノ                                                     | ノミネート |                                                                 |
| イタリア・ゴールデングローブ賞 | 作品賞               |                                                                          | 受賞       |                                                                 |
| イタリア・ゴールデングローブ賞 | 監督賞               | ダニエレ・ルケッティ                                                     | ノミネート |                                                                 |
| イタリア・ゴールデングローブ賞 | 女優賞               | アンジェラ・フィノチアーノ                                               | ノミネート |                                                                 |
| イタリア・ゴールデングローブ賞 | 音楽賞               | フランコ・ピエルサンティ                                                 | ノミネート |                                                                 |
| イタリア・ゴールデングローブ賞 | ブレイクスルー男優賞 | エリオ・ジェルマーノ 『ナポレオンの愛人』での演技と合わせて              | 受賞       |                                                                 |
| ナストロ・ダルジェント賞       | 最優秀作品監督賞     | ダニエレ・ルケッティ                                                     | ノミネート |                                                                 |
| ナストロ・ダルジェント賞       | 製作者賞             | マルコ・キメンツ ジョヴァンニ・スタビリーニ リカルド・トッツィ           | ノミネート | 本作だけでなく他の作品のプロデュースを含めてのノミネート        |
| ナストロ・ダルジェント賞       | 脚本賞               | ダニエレ・ルケッティ サンドロ・ペトラリア ステファノ・ルッリ             | 受賞       | サンドロ・ペトラリアは『La ragazza del lago』の脚本でも同時受賞 |
| ナストロ・ダルジェント賞       | 主演男優賞           | エリオ・ジェルマーノ 『Nessuna qualità agli eroi』での演技と合わせて     | ノミネート |                                                                 |
| ナストロ・ダルジェント賞       | 助演女優賞           | アンジェラ・フィノチアーノ 『Amore, bugie e calcetto』での演技と合わせて | ノミネート |                                                                 |
| ナストロ・ダルジェント賞       | 撮影賞               | クラウディオ・コッレピッコロ                                             | ノミネート |                                                                 |
| ナストロ・ダルジェント賞       | 編集賞               | ミルコ・ガッローネ                                                       | 受賞       |                                                                 |